# 극동 공화국
극동 공화국(러시아어: Дальневосточная Республика Dal'nevostochnaya Respublika; 러시아어: ДВР DVR[*]), 때때로 치타 공화국(러시아어: Читинская Республика Chitinskaya Respublika[*], [tɕɪˈtʲɪnskəjə rʲɪsˈpublʲɪkə])은 1920년 4월부터 1922년 11월까지 러시아 극동의 최동단에 존재했던 명목상 독립국이다. 명목상 독립적이었지만 대체로 러시아 소비에트 연방 사회주의 공화국의 통제하에 있었으며, 이는 RSFSR과 1917년 ~ 1922년 러시아 내전 동안 일본이 점령한 영토 사이의 완충국으로 구상했다. 극동 공화국은 1922년 11월 RSFSR과 자발적으로 합병하면서 멸망하였다. 극동의 첫 번째 대통령은 알렉산더 크라스노슈초코프였다.
극동 공화국은 현재의 자바이칼 변경주, 아무르주, 유대인 자치주, 하바롭스크 변경주, 프리모르스키 변경주의 영토를 점령했다. (이전의 자바이칼과 아무르주와 프리모르스키 변경주). 수도는 베르흐네우딘스크(현 울란우데)에 설립되었으나 1920년 10월 치타로 이전하였다.
붉은 군대는 1922년 10월 25일에 블라디보스토크를 점령했다. 3주 후인 1922년 11월 15일에 극동 공화국은 RSFSR에 합병되었다.

## 역사
초대 대통령은 알렉산드르 크라스노쇼코프이다. 극동 공화국은 10월 혁명후 집권한 볼셰비키의 지지를 받아 건국되었다. 그 이유는 소비에트 연방과 일본군의 점령지구 간의 완충지역이 필요했기 때문이었다. (일본의 시베리아 개입 참조) 시베리아로 파병된 일본군은 약 7만명이었고, 이들은 반혁명군 백군을 지원하였다. 일본은 1918년부터 태평양 연안과 블라디보스토크, 그리고 만주의 국경지대를 이미 점령하고 있었다. 그러나 1920년과 1922년사이에 일본군은 러시아인들의 저항으로 어려움을 겪자 서서히 시베리아에서 철병하고 있었다.
처음에 극동 공화국은 베르흐네우딘스크에 설치되었다. 그러나 1920년 여름, 아무르 지구의 소비에트 정부가 극동공화국에 가맹하였다. 1920년 아타만 그리고리 세메노프는 자신의 본거지인 치타에서 축출되었다.1920년 블라디보스토크가 마침내 극동공화국에 가입하였다.
1921년, 블라디보스토크와 그 주변에서 하얀 군대가 일본의 지원을 받아 반란을 일으켰고, 프리아무르 임시정부를 세워 이들 지구를 극동공화국에서 탈퇴시키려고 하였다. 그 지도자인 메르쿨로프 형제는 1922년 6월 실각하였고, 콜차크의 부하인 디테리흐스로 대체되었다. 극동 공화국 군대는 이들을 격파하고 1922년 10월 25일 블라디보스토크를 점령하여 하얀 군대 세력을 뿌리뽑고 다시 통일을 이루었다.
극동 공화국의 재통일은 아주 짧았고, 극동 공화국 정부는 소련에 합병을 청원해서 1922년 11월 15일 합병되었다.

## 영역

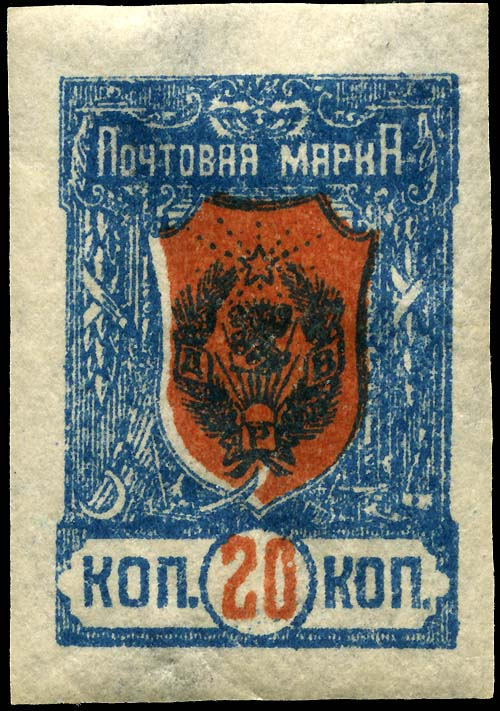
치타에서 발행한 극동 공화국의 우표.

극동 공화국의 서쪽 국경은 바이칼호의 선을 따라 몽골과 중국 국경에 다다랐으며, 현재의 외만주 지역을 점유하였다. 그리고 동쪽 국경은 축치반도와 캄차카반도까지 이른다. 그러나 당시에는 내전 중이었기 때문에 사실상 행정력이 미치지 못하는 경우가 많았다. 부랴티야 공화국은 소련과 극동 공화국의 서쪽과 동쪽을 각각 분할하고 있었다.

## 역대 주석 (국가원수)
- 알렉산드르 크라스쉬쵸코프 (임시) 1920.4.6- 1920.4.29
- 알렉산드르 크라스쉬쵸코프 1920.4.29-1921.12
- 니콜라이 마트베이예프 1921.12 - 1922.11.15

## 역대 내각회의 의장 (총리)
- 알렉산드르 크라스쉬쵸코프 1920.4.6- 1920.11
- 보리스 슈먀츠키 1920.11 - 1921. 4
- 표트르 니키포로프 1921.5.8- 1921.12
- 니콜라이 마트베이예프 1921.12 - 1922.11.14
- 표트르 코보제프 1922.11.14-15

## 같이 보기
- 연합군의 러시아 내전 개입
- 외만주
- 젤레니 클린
- 자캅카스 사회주의 연방 소비에트 공화국